# سرچشمه (رمان)
سرچشمه (به انگلیسی: The Fountainhead) رمانی است به قلم آین رند نویسنده روس-آمریکایی که نخستین موفقیت ادبی بزرگ او بود. هوآرد رورک، قهرمان این رمان، معمار جوان فردگرایی است که ساختمان‌های مدرنیستی طراحی می‌کند و از سازش با طبقه حاکم معماران که حاضر به پذیرش نوآوری نیست، سر باز می‌زند. رورک تجسم چیزی است که رند انسان ایده‌آل می‌دانست، و تقلای او منعکس کنندهٔ این باور رند است که فردگرایی از جمع‌گرایی برتر است. این کتاب، در حقیقت یک بیانیه فلسفی است که در قالب یک رمان تحریر شده‌است. این رمان را مینا شریفی ثابت به فارسی ترجمه، و نشر آبی آن را منتشر کرده‌است.
آنچه رورک «دست دومی‌ها» می‌خواند با او مخالفت می‌کنند. اینان هم‌نوایی را بر استقلال و راست‌کرداری افضل می‌دانند. اینها شامل پیتر کیتینگ، همکلاسی سابق رورک، که با پیروی از مدهای محبوب به موفقیت می‌رسد، ولی برای کمک برای مسایل طراحی به رورک روی می‌آورد می‌شود. الزورت توهی، یک منتقد معماری سوسیالیست که از نفوذش برای ترویج برنامهٔ سیاسی و اجتماعیش استفاده می‌کند، سعی می‌کند زندگی کاری رورک را نابود کند. گیل واینند ناشر روزنامهٔ تابلویید سعی دارد نظر عمومی را شکل بدهد، او با رورک دوستی می‌کند، سپس وقتی نظر عمومی به جهتی متمایل می‌شود که او نمی‌تواند کنترلش کند به او خیانت می‌کند. مجادله برانگیز شخصیت رمان دامنیک فرنکن، عاشق رورک است. او معتقد است که عدم همنوایی شانسی برای موفقیت ندارد، زین رو بین کمک به رورک و تلاش برای تضعیف او در تناوب است. منتقدان فمینیست نخستین تماس جنسی رورک و دامنیک را محکوم کرده و رند را به حمایت از تجاوز متهم کرده‌اند.
فیلم سینمائی سرچشمه بر اساس داستان این رمان ساخته شد.

## پیشینه
آین رند، در سال ۱۹۳۵ نوشتن رمان سرچشمه را آغاز کرد. این کتاب برای نخستین بار در سال ۱۹۴۳ به چاپ رسید.
سرچشمه در شکل ظاهری‌اش، داستان معمار جوان و برجسته‌ای است که انسجام خدشه‌ناپذیر شخصیت‌اش، مبارزه‌ای سخت را با معیارهای متداول و معمول جامعه شکل می‌بخشد.